# Brejo dos Santos
Brejo dos Santos is een gemeente in de Braziliaanse deelstaat Paraíba. De gemeente telt 5.899 inwoners (schatting 2009).